# Mistrzostwa Świata w Gimnastyce Artystycznej 2007
28. Mistrzostwa Świata w Gimnastyce Artystycznej 2007 odbyły się w greckim Patras w dniach od 16 do 23 września 2007 roku. Zawody były kwalifikacjami do igrzysk olimpijskich w Pekinie.

## Reprezentacja Polski

### układy indywidualne
- Joanna Mitrosz – 16. (wielobój - finały)
- Magda Koczkowska – nie awansowała do żadnego z finałów
- Anna Zdun – nie awansowała do żadnego z finałów

### układy zbiorowe
- Inga Buczyńska
- Martyna Dąbkowska
- Anna Górna
- Małgorzata Ławrynowicz
- Maria Podsiedlik
- Aleksandra Wójcik

## Tabela medalowa
| Miejsce | Państwo     | Złoto | Srebro | Brąz | Razem |
| ------- | ----------- | ----- | ------ | ---- | ----- |
| 1       | Rosja       | 8     | 3      | 3    | 14    |
| 2       | Ukraina     | 1     | 2      | 1    | 4     |
| 3       | Włochy      | 0     | 3      | 0    | 3     |
| 4       | Białoruś    | 0     | 1      | 2    | 3     |
| 5       | Bułgaria    | 0     | 0      | 2    | 2     |
| 6       | Azerbejdżan | 0     | 0      | 1    | 1     |
| Razem   | Razem       | 9     | 9      | 9    | 27    |

## Medalistki
| Konkurencja:                           | Złoto:         | Srebro:        | Brąz:          |
| Układy indywidualne                    |                |                |                |
| wielobój indywidualnie                 | Anna Bezsonowa | Wiera Sessina  | Olga Kapranowa |
| ćwiczenia ze skakanką                  | Wiera Sessina  | Olga Kapranowa | Inna Żukowa    |
| ćwiczenia z obręczą                    | Olga Kapranowa | Wiera Sessina  | Anna Bezsonowa |
| ćwiczenia z maczugami                  | Olga Kapranowa | Anna Bezsonowa | Wiera Sessina  |
| ćwiczenia ze wstążką                   | Wiera Sessina  | Anna Bezsonowa | Alina Kabajewa |
| Wielobój drużynowo                     |                |                |                |
| wielobój drużynowo                     | Rosja          | Białoruś       | Azerbejdżan    |
| Drużynowe układy zbiorowe              |                |                |                |
| wielobój                               | Rosja          | Włochy         | Białoruś       |
| ćwiczenia z 5 obręczami                | Rosja          | Włochy         | Bułgaria       |
| ćwiczenia z 3 wstążkami i 2 skakankami | Rosja          | Włochy         | Bułgaria       |